# Marcus Draudt
Marcus Draudt (Brassó, 1665. szeptember 23. – Földvár, 1724. március 4.) evangélikus lelkész. Neve előfordul Drauth és Draut alakban is.

## Élete
Marcus Draudt földvári lelkész fia volt. Szülővárosában 21 éves koráig járta a gimnáziumot; 1686–1688 között Wittenbergben, 1688–1690 között Lipcsében egyetemi hallgató volt. Hazatérve 1693. december 3-ától lektor lett a brassói gimnáziumban, 1695. január 24-étől városi lelkész. 1706. december 12-én apja utódaként Földvárra választották meg. Halála előtt egy évig a barcasági káptalan dékánja is volt.

## Munkái
- De officio Christi dissertatio theologica. Wittenbergae, 1687.
- Transilvania subscribens Leopoldo I. imperatori augustissimo… eo, quod superiori anno ejus corona capta est, de publica oratione defensa. Lipsiae, 1689.